# Лідзбарк-Вармінський (гміна)
Гм́іна Лі́дзбарк-Вармі́нський (пол. Gmina Lidzbark Warmiński) — сільська гміна у північній Польщі. Належить до Лідзбарського повіту Вармінсько-Мазурського воєводства.
Станом на 31 грудня 2011 у гміні проживало 6823 особи.

## Територія
Згідно з даними за 2007 рік площа гміни становила 371.01 км², у тому числі:
- орні землі: 56.00%
- ліси: 28.00%

Таким чином, площа гміни становить 40.13% площі повіту.

## Населення
Станом на 31 грудня 2011:
| Опис     | Загалом | Загалом | Чоловіки | Чоловіки | Жінки | Жінки |
| -------- | ------- | ------- | -------- | -------- | ----- | ----- |
| одиниця  | осіб    | %       | осіб     | %        | осіб  | %     |
| все      | 6823    | 100     | 3502     | 51.33    | 3321  | 48.67 |
| міське   | 0       | 100     | 0        |          | 0     |       |
| сільське | 6823    | 100     | 3502     | 51.33    | 3321  | 48.67 |

## Сусідні гміни
Гміна Лідзбарк-Вармінський межує з такими гмінами: Бартошице, Ґурово-Ілавецьке, Добре Място, Єзьорани, Ківіти, Лідзбарк-Вармінський, Любоміно, Орнета, Пененжно.